# احمد ابوطالب
احمد ابوطالب (بربری: ⴰⵃⵎⴻⴷ ⴰⴱⵓⵟⴰⵍⴻⴱ؛ زادهٔ ۲۹ اوت ۱۹۶۱) سیاست‌مدار اهل هلند است.
وی که متولد شهر بنی سیدل مراکش است از سال ۲۰۰۷ تا ۲۰۰۸ وزیر امور اجتماعی هلند و از سال ۲۰۰۹ تاکنون شهردار روتردام است.